# هنري سوتو
هنري سوتو (بالإسبانية: Henry Soto) ممثل مسرحي وتلفزيوني من فنزويلا، (ولد يوم 29 مايو من العام 1962 في كراكاس) اشتهر بدور راندو الغجري في مسلسل كاساندرا. 

## روابط خارجية
- هنري سوتو على موقع IMDb (الإنجليزية)